# Dichromodes euscia
Dichromodes euscia là một loài bướm đêm trong họ Geometridae.